# PacketCable
PacketCable é um projeto iniciado pela Cable Television Laboratories, Inc. (CableLabs®), com o objetivo de definir padrões para a indústria de TV a cabo.
A CableLabs, fundada em 1988 por membros da indústria da televisão a cabo, lidera a iniciativa por especificações de interface para transmissão de serviços multimídia em tempo real através dos cabos da rede.
O projeto PacketCable data de 1997, quando operadores de cabo identificaram a necessidade de uma arquitetura que suportasse multimídia em tempo real sobre uma arquitetura DOCSIS 1.1.